# 近江国蒲生寺村
近江国蒲生寺村地域は、現在の滋賀県東近江市蒲生寺町（がもうてらまち）の地域にあり、寺村の側には近江国蒲生河（現：佐久良川）が流れ、寺村地域の小姓ヶ淵という場所には人魚伝説が残っている。
『日本書紀』推古天皇27年夏四月四日の条に、近江国からの報告として「蒲生河に物有り。その形人の如し。」と記載されている。西暦619年のことである。